# ژاکوب لو مایر
ژاکوب لو مایر (Jacob Le Maire) (زاده حدود ۱۵۸۵ – درگذشت ۲۲ دسامبر ۱۶۱۶)، دریانورد بلژیکی بود که میان سال‌های ۱۶۱۵ تا ۱۶۱۶ زمین را دور زد. تنگهٔ میان تیرا دل فوئگو و ایسلا د لوس استادوس، بدون هیچ جنجالی به افتخار او تنگهٔ لو مایر نام‌گذاری شد. این خود لومر بود که به شورایی در ایندراخت پیشنهاد کرد، که گذرگاه جدید، به‌نام او نام‌گذاری شود و شورا به اتفاق آرا با لومر موافقت کرد.

## زندگی‌نامه
ژاکوب لو مایر در آنتورپ یا آمستردام چشم به جهان گشود، او یکی از ۲۲ فرزند ماریا والروون از آنتورپ و ایزاک لو مایر (زادهٔ ۱۵۵۸ – درگذشتهٔ ۱۶۲۴) از تورنه بود که پدرش در آن زمان یک تاجر موفق در آنتورپ بود. ایزاک و ماریا کمی پیش از محاصرهٔ آنتورپ توسط اسپانیایی‌ها در سال ۱۵۸۵ با یکدیگر ازدواج کردند و پس از آن به آمستردام فرار کرده و در آنجا مستقر شدند. به نظر می‌رسد که ژاکوب بزرگ‌ترین پسر آنان بوده که احتمالاً در همان سال به دنیا آمده‌است. ایزاک در آمستردام بسیار موفق بود و یکی از بنیان‌گذاران کمپانی هند شرقی (VOC) در هلند شد. با این حال، ایزاک لو مایر در سال ۱۶۰۵ پس از اختلاف نظر مجبور به ترک شرکت شد و به مدت یک دهه تلاش نمود تا انحصار شرکت، بر تجارت به هند شرقی را از میان ببرد.
ایزاک در سال ۱۶۱۵ یک شرکت جدید (شرکت استرالیایی) را، با هدف یافتن راهی جدید در اقیانوس و جزایر ملوک تأسیس کرد، تا به کمک آن بتواند انحصار کمپانی هند شرقی هلند را دور نماید. او در تجهیز کردن دو کشتی ایندراخت و هورن مشارکت داشت و پسرش ژاکوب را مسئول تجارت در حین سفرها کرد. ویلم اسخاوتن، کاپیتان کشتی ایندراخت، یک استاد کشتیرانی باتجربه بود که با سهم برابر با ایزاک لو مایر در این شرکت جدید، سرمایه‌گذاری کرده بود.
در ۱۴ ژوئن ۱۶۱۵، ژاکوب لو مایر و ویلم اسخاوتن از تسل، در جمهوری هلند سفر دریایی خود را آغاز کردند. در ۲۹ ژانویه ۱۶۱۶ دماغه هورن را دور زدند و نام آن را هورن نهادند که در آتش سوخت و از دست رفت. همچنین شهر هلندی هورن، محل تولد اسخاوتن بود. پس از آنکه در اوایل مارس، در پهلو گرفتن، در جزایر خوان فرناندز موفق نبودند، کشتی‌ها از مسیری تقریباً مستقیم در اقیانوس عبور کردند و از تعدادی از جزایر توآموتو بازدید کردند. آن‌ها نخستین مردمان اهل غرب بودند که در میان ۲۱ تا ۲۴ آوریل ۱۶۱۶ از جزایر (شمالی) تونگا دیدار کردند از جمله: «جزیره کوکوس» (تفاهی)، «جزیره خائنان» (نیواتوپوتاپو) و «جزیره امید خوب» (نیوافئو). آن‌ها در ۲۸ آوریل جزایر هورن (فوتونا و الوفی) را کشف کردند و بسیار مورد استقبال قرار گرفتند و تا ۱۲ می در آنجا ماندند. آن‌ها سپس سواحل شمالی ایرلند جدید و گینه جدید را دنبال کردند و در ۲۴ ژوئیه، از جزایر مجاور که به جزایر اسخاوتن معروف شد، بازدید کردند.
آن‌ها در ماه اوت به ملوک شمالی و در نهایت در ۱۲ سپتامبر ۱۶۱۶ به ترنات، مرکز فرماندهی کمپانی هند شرقی هلند، رسیدند. آن‌ها در آنجا مورد استقبال مشتاقانه توسط فرماندار کل هند شرقی هلند، لورن رئال، دریاسالار استیون ورهاگن و فرماندار آمبون و جاسپر جانس قرار گرفتند.
ایندراخت در ۲۸ اکتبر با ۸۴ نفر از ۸۷ خدمه اصلی به سمت جاوه حرکت کرد و هر دو کشتی به باتاویا رسیدند. اگرچه آن‌ها یک مسیر ناشناخته را باز کرده بودند، یان پیترزون کوئن از کمپانی هند شرقی هلند ادعا کرد که آن‌ها انحصار تجارت در جزایر ملوک را نقض کرده‌اند. لو مایر و اسخاوتن دستگیر شدند و کشتی ایندراخت توقیف شد. پس از آزادی، آن‌ها همراه یوریس ون اسپیلبرگن، که در حال دور زدن زمین بود، از راه تنگه ماژلان از باتاویا به آمستردام بازگشتند.
لو مایر در این سفر به خانه، در کشتی آمستردام بود ولی در راه، چشم از جهان فروبست. ون اسپیلبرگ که در بستر مرگ با او بود و گزارش سفر لو مایر از این سفر را برداشت و از آن، در کتاب خود، به نام آینه هند شرقی و غربی استفاده کرد. باقی اعضای گروه پس از دو سال و ۱۷ روز از زمانی‌که از همدیگر جدا شده بودند در ۱ ژوئیه سال ۱۶۱۷ به هلند بازگشتند. ایزاک پدر ژاکوب مصادره و سرانجام کمپانی هند شرقی را به چالش کشید ولی تا سال ۱۶۲۲ زمان برد تا دادگاه به نفع وی رأی دهد. مبلغ ۶۴ هزار پوند به وی اعطا شد و او نیز کتاب خاطرات پسرش را باز پس گرفت (که بعداً توسط خودش دوباره منتشر شد) و شرکت او اجازه یافت تا از مسیر جدیدی که به تازگی کشف شده بود، برای تجارت استفاده کند. متأسفانه تا آن زمان، شرکت هلندی هند غربی مدعی همین مسیرهای آبی بود.

## ارجاعات
1. ↑  "chiefe Marchant and principall factor"
2. ↑  THE RELATION, The Preface
3. ↑  An Historical Account of the Circumnavigation of the Globe: And of the Progress of Discovery in the Pacific Ocean, from the Voyage of Magellan to the Death of Cook. Harper & brothers. 1837. p. 100.